# Stazione di Buccino-San Gregorio Magno
Stazione di Buccino-San Gregorio Magno vasútállomás Olaszországban, mely Buccino és San Gregorio Magno településeket szolgálja ki.

## Vasútvonalak
Az állomást az alábbi vasútvonalak érintik:
- Salerno–Potenza-vasútvonal

## Kapcsolódó állomások
A vasútállomáshoz az alábbi állomások vannak a legközelebb:
- Stazione di Ponte San Cono
- Stazione di Sicignano degli Alburni